# Lensk
Lensk (in lingua russa Ленск) è una città della Russia che si trova nella Sakha-Jacuzia, nella Siberia Orientale, sulla sponda sinistra del fiume Lena, capoluogo dell'omonimo distretto. Nel 2005 Lensk era popolata da 24 600 abitanti.

## Geografia
La città è situata 840 chilometri a ovest del capoluogo della Sacha-Jacuzia, Jakutsk, il principale centro della regione; è collegata via strada a Mirnyj, Jakutsk e Irkutsk. Lensk è il principale porto sul fiume Lena ed è sede di importanti miniere di diamanti. Le pietre vengono portate nell'industria cittadina, che successivamente vengono lavorate. L'economia di Lensk, oltre che reggere sull'estrazione e sulla lavorazione dei diamanti, si basa sulla lavorazione industriale del legno. La città è inoltre sede dell'Organizzazione Scientifica di Jakutsk. Lensk ospita un museo storico e l'Istituto Politecnico di Irkutsk. Nei pressi della città si estende per chilometri una valle carsica, in cui si trova un lago.

## Storia
Lensk fu fondata nel 1663 con il nome di Muchtuja (in russo Myxтуйа?) e nel XIX secolo e nel XX secolo fu luogo di esili politici esterni. La città ha vissuto il suo periodo di massimo splendore nel XX secolo, quando furono scoperti i giacimenti di diamanti, e molte persone si trasferirono qui per cercare lavoro nelle miniere. Nel 1956 fu costruita la strada che collegava Muchtuja alla futura Mirnij. Lensk ricevette lo status di città nel 1963. In questa data le fu inoltre cambiato il nome in quello di oggi, Lensk.